# Chris Geutjes
Chris Geutjes (Renkum, 18 maart 1941) is een Nederlandse voormalig voetballer die doorgaans als spits speelde. Hij kwam uit voor  Wageningen, Elinkwijk, Sportclub Enschede, N.E.C. en De Graafschap.
In 1962 speelde Geutjes met het Utrecht XI in de Jaarbeursstedenbeker 1962/63. Na vijf seizoenen N.E.C. koos hij in 1970 voor De Graafschap in de Eerste divisie omdat hij semi-prof wilde blijven (naast zijn baan bij de PTT) en de Nijmegenaren in de Eredivisie met full-profs gingen werken. Chris Geutjes was afkomstig van RVW uit Renkum.
Na zijn profcarrière werd hij trainer van amateur-voetbalverenigingen in de omgeving van zijn woonplaats Duiven, zoals VDZ (Arnhem), VV Doetinchem, RKHVV (Huissen) en Pax Hengelo.